# Vitalio

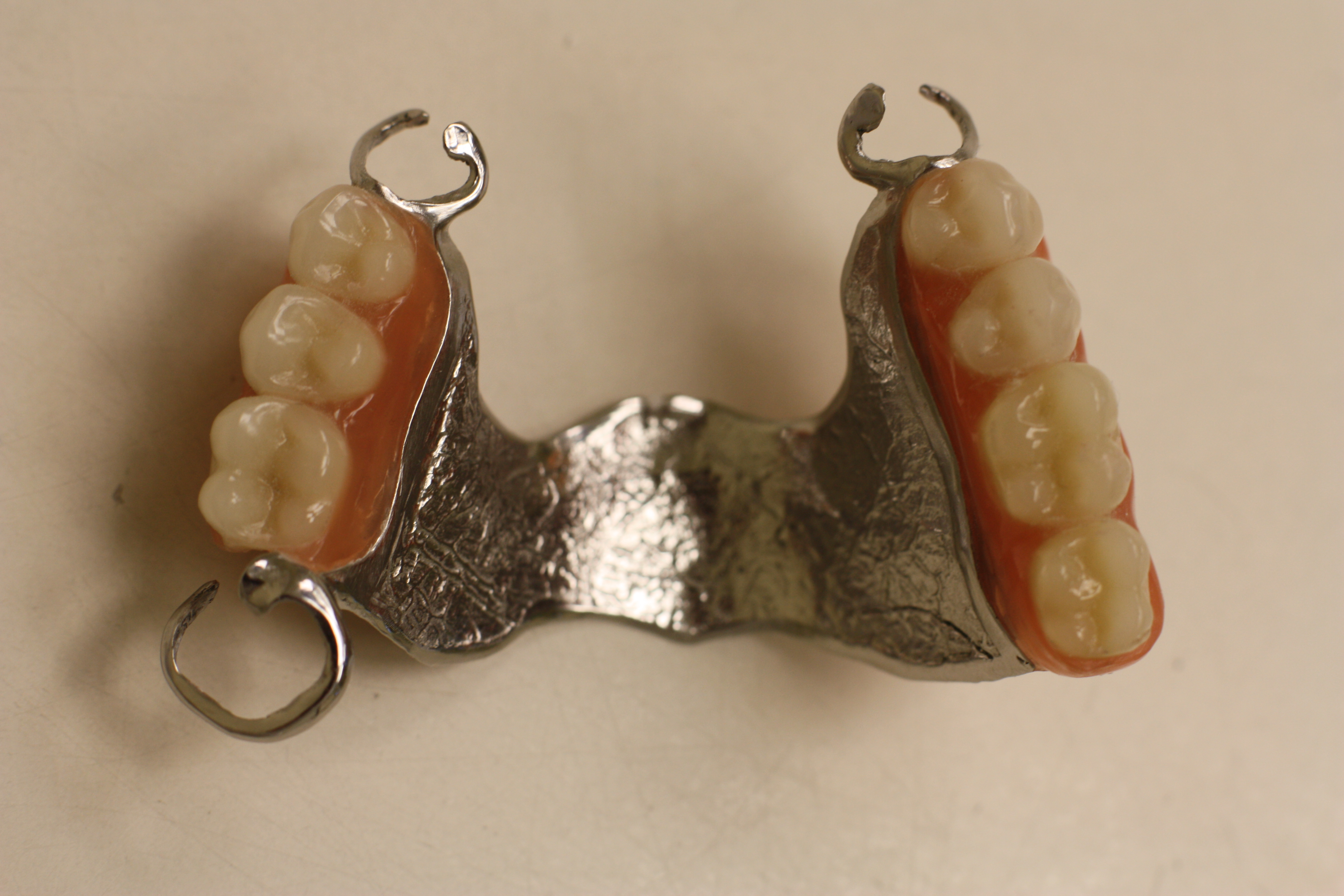
El vitalio es una aleación que consiste en un 65% de cobalto, un 30% de cromo, un 5% de molibdeno y otros elementos. Esta aleación es ampliamente utilizada en odontología y en la fabricación de articulaciones artificiales debido a su alta resistencia a la corrosión. También se utiliza en componentes de turbocompresores gracias a su capacidad de resistir altas temperaturas.

El vitalio es el nombre comercial de una aleación refractaria, que contiene un 65% de cobalto, un 25% de cromo, un 6% de molibdeno, y otros elementos (hierro, níquel). El vitalio fue desarrollado por Albert W. Merrick para los Laboratorios Austenal en 1932.
Utilizado sobre todo en cirugía y odontología, debido a su peso ligero y resistencia a la corrosión. También se ha empleado en los componentes de los turborreactores por su resistencia térmica. Recientemente se fabrica en forma de chapa, que permite la confección de cámaras de combustión de turbinas de gas. 